# Sporting de Gijón
Real Sporting de Gijón, S.A.D. (španělská výslovnost [sportyng de chichón]) je španělský fotbalový klub sídlící ve městě Gijón v knížectví Asturie. Klub hrál nejvyšší španělskou soutěž Primera División od sezóny 2014/2015 do sezóny 2016/2017 po které sestoupil. Založen byl v roce 1905 a své domácí zápasy hraje na Stadio El Molinón s kapacitou 29 800 diváků.
Přezdívka klubu zní Rojiblancos (v překladu červenobílí) podle jejich pruhovaně červenobílých dresů. Sporting je chronologicky šestým nejstarším klubem v Primera División 2010/11. Sporting nikdy v historii nesestoupil níže než do Segunda División, kterou mimochodem pětkrát vyhrál.